# 노키아 N1
노키아 N1(Nokia N1)은 노키아가 개발한 안드로이드 지원 태블릿이다. 2014년 11월 18일에 베일을 벗은 이 제품은 과거에 마이크로소프트에 오리지널 휴대전화 사업을 판매한 이후의 노키아 최초의 모바일 기기이다. 2015년 1월 7일에 중국에서 출시되었다.

## 개발
노키아의 제품 수석 Sebastian Nystrom에 따르면 이 태블릿에 대한 작업이 마이크로소프트에 의해 전 휴대전화 부문의 인수 이후 며칠이 지나지 않은 4월 28일에 시작되었다. 노키아의 Ramzi Haidamus는 가치있는 노키아 브랜드의 소비자 존재감을 계속할 것을 보증하기 위해 자사가 타사에 대한 차기 노키아 제품의 제조를 시작할 것이라고 발표한 2014년 11월 17일 직후 N1의 모습이 드러났다. 판매의 일부로서, 노키아는 2015년 말까지 노키아 브랜드의 스마트폰을, 또 마이크로소프트 판매 종료 이후 10년 간 피처 폰을 판매하는 것을 금지하는 경쟁금지 조항에 종속되지만 태블릿과 같은 다른 제품 분야에서 기기를 생산하는 것은 자유이다.
N1은 궁극적으로 슬러시 콘퍼런스에서 다음날 모습이 드러났다. 라이선스를 통해 노키아의 설계, 기술, 로고를 사용하여 폭스콘은 제조, 마케팅, 배포, 기술 지원을 떠맡게 되며, 이는 노키아를 통해서 이루어지지 않는다.
N1은 시장에서 구매할 수 있는 거꾸로 꽂을 수 있는 새로운 USB-C 단자를 사용하는 최초의 태블릿이다. 새로운 설계가 업데이트된 USB 3.0 사양의 일부이긴 하지만 N1은 오직 USB 속도만 지원한다. 이러한 후퇴에 대해 노키아의 대변인은 "우리가 제조하는 장치의 칩셋에 대한 해결책을 우리 파트너가 접근하지 못했다. 이는 해당 기능을 갖추고 있는지에 관한 순수한 질문이다. 우리는 거꾸로 낄 수 있는 단자가 더 쉬운 방법이라 생각하며 물론 인텔의 칩셋은 매우 기능적으로 우수하여 이 기능을 극대화하길 원했지만 3.1 USB 기능은 지금 이 칩셋에 대해 사용이 불가능하다"고 언급했다.

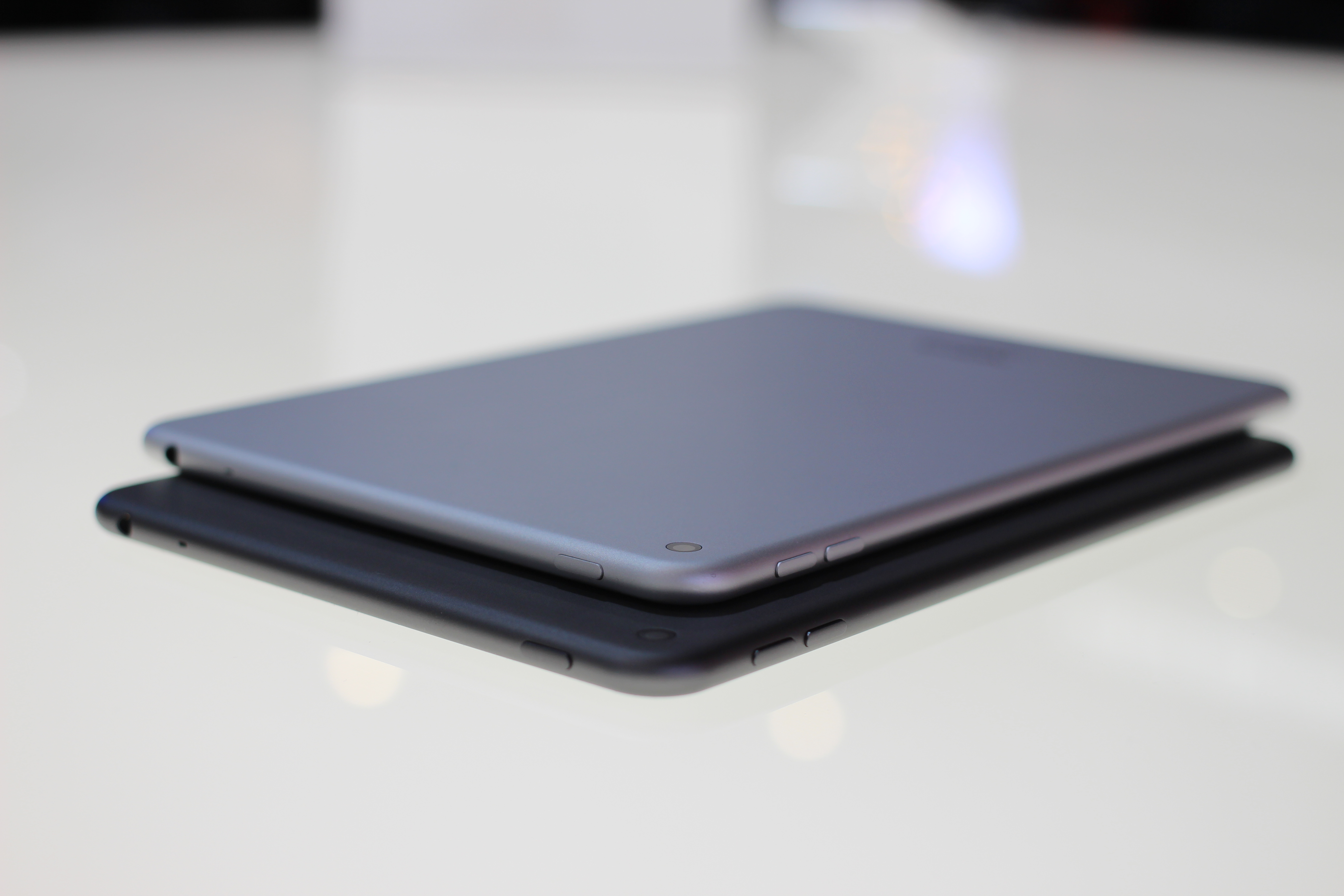
장치의 뒷면

## 사양
N1의 전반적인 디자인과 하드웨어 사양은 아이패드 미니 3과 매우 비슷한데, 알루미늄 유니바디에 합판으로 된 7.9인치 IPS LCD 디스플레이, 64비트 2.4 GHz 쿼드 코어 인텔 아톰 SoC 및 2 GB의 램, 32 GB의 내부 스토리지를 갖추고 있다. N1에는 8메가픽셀의 후방 카메라와 5메가픽셀의 전면 카메라가 있다.
N1은 안드로이드 5.0 롤리팝 배포판을 구동하지만 Z 런처라는 이름의 대체 홈 스크린을 포함하고 있다. Z 런처는 내비게이션을 위한 제스처 사용을 강조한다. 즉, 사용자는 장치 화면에 문자를 그려서 애플리케이션이나 연락처를 검색할 수 있다. Z 런처는 안드로이드 스마트폰을 위해 구글 플레이를 통해서도 출시되었으나 태블릿 버전은 N1에만 예외를 두고 있다. N1은 구글 모바일 서비스를 공식적으로 지원하고 구글 플레이에 접근 가능한 최초의 노키아 브랜드 장치이다. 단종된 노키아 X 시리즈는 안드로이드 포크인 노키아 X 소프트웨어 플랫폼을 사용했으며 이는 노키아와 마이크로소프트의 유사 앱과 더불어 구글의 사유 소프트웨어를 대체하였으며 노키아에 특화된 앱 스토어를 사용하였다.

## 출시
N1은 2015년 1월 7일 중화인민공화국에 출시되었다. 첫 일괄 판매의 경우 단지 4분만에 20,000대가 판매되면서 이 제품은 성공적으로 간주되었다. 두 번째 일괄 판매의 경우 또한 빠르게 매진되면서 중국 내에서의 3, 4번째 일괄 판매 제품은 2월에 출시되었고 그 이후 유럽 국가에 출시되기 시작했다. 2015년 5월, 노키아 N1은 타이완에 런칭되었다. N1이 그 밖의 다른 국가에 출시될 것인지의 여부는 알려져 있지 않다.

## 같이 보기
- Z 런처
- 노키아 루미아 2520